# Jacob Friedrich Zimmermann
Jacob Friedrich Lorenz Zimmermann (* 3. Mai 1831 in Frankfurt am Main; † 10. Mai 1894 in Hanau) war ein deutscher Unternehmer und Mitglied des Preußischen Abgeordnetenhauses.

## Leben
Jacob Friedrich Zimmermann wurde als Sohn des Kaufmanns Ernst Georg Zimmermann (1807–1873) und dessen Ehefrau Jacobine Catharine Lotz (1805–1881) geboren.
Er war politisch engagiert und wurde Mitglied der Stadtverordnetenversammlung Hanau und übernahm das Amt eines ehrenamtlichen Beigeordneten.
Daneben unterstützte er als nebenamtlicher Handelsrichter den in der Kammer für Handelssachen eingesetzten Berufsrichter.
1884 kandidierte er ohne Erfolg für die Reichstagswahl am 28. Oktober 1884; er war für die Nationalliberale Partei im Wahlkreis Kassel 8 aufgestellt worden.
Von 1886 bis 1893 gehörte er dem Preußischen Abgeordnetenhaus an, gewählt im Wahlkreis Kassel 14 (Hanau).
Am 7. März 1853 heiratete er in Frankfurt Johanna Jakobine Hoffmann (1830–1859). Aus der Ehe sind die Kinder Jacob Ernst Georg (*/† 1853) und  Friedrich (* 12. Juli 1859) hervorgegangen.

## Auszeichnungen
- Kommerzienrat